# Edraianthus serpyllifolius
Espèce
Classification phylogénétique
Edraianthus serpyllifolius est une espèce végétale de la famille des Campanulaceae.
Syn. Wahlenbergia serpyllifolius.
Plante prostrée de 2 à 5 cm, de l'ouest de la Yougoslavie et du nord de l'Albanie, pousse sur les éboulis calcaires en montagne.